# Роспильяни
Роспильяни (фр. Rospigliani, корс. Rospigliani) — коммуна во Франции, находится в регионе Корсика. Департамент коммуны — Верхняя Корсика. Входит в состав кантона Веццани. Округ коммуны — Бастия.
Код INSEE коммуны — 2B263.

## Население
Население коммуны на 2008 год составляло 83 человека.
| 1962 | 1968 | 1975 | 1982 | 1990 | 1999 | 2008 |
| ---- | ---- | ---- | ---- | ---- | ---- | ---- |
| 120  | 121  | 95   | 72   | 62   | 78   | 83   |

## Экономика
В 2007 году среди 46 человек в трудоспособном возрасте (15—64 лет) 29 были экономически активными, 17 — неактивными (показатель активности — 63,0 %, в 1999 году было 57,9 %). Из 29 активных работали 25 человек (17 мужчин и 8 женщин), безработных было 4 (3 мужчины и 1 женщина). Среди 17 неактивных 2 человека были учениками или студентами, 10 — пенсионерами, 5 были неактивными по другим причинам.